# 주관쟁의결정권
주관쟁의결정권이란 상급행정청이 하급행정청 상호간에 권한에 관하여 다툼이 있는 경우에 이를 결정하는 권한을 뜻하는 행정법상 용어이다.